# نیکی روست
نیکی روست (انگلیسی: Nicky Rust؛ زادهٔ ۲۵ سپتامبر ۱۹۷۴) بازیکن فوتبال است.
از باشگاه‌هایی که در آن بازی کرده‌است می‌توان به باشگاه فوتبال بارنت اشاره کرد.